# Église Saint-Blaise de Florimont
Pour les articles homonymes, voir Église Saint-Blaise.
L'église Saint-Blaise est une église catholique située à Florimont-Gaumier, en France.

## Localisation
L'église est située dans le département français de Dordogne, sur la commune de Florimont-Gaumier.

## Historique
L'édifice est inscrit au titre des monuments historiques le 24 juin 1977.